# David V Ghorganian
David V Ghorganian ou David V Ēnēgēt‘c‘i (en arménien Դավիթ Ե Էնեգեթցի ; 31 octobre 1817) est Catholicos de l'Église apostolique arménienne de 1801 à 1804.

## Biographie
David Ghorganian est originaire d’Enageth en Somhkétie, sous domination du royaume de Géorgie depuis 1783. En 1799/1800, il est  comme le futur Daniel de Soumari candidat  au patriarcat arménien de Constantinople.
Après la mort du Catholicos d'Arménie, élu mais non consacré, Hosvep Arghouthian (1800-1801), son rival Daniel Ier de Sourmari est élu Catholicos le 28 avril 1801 avec l’appui de l’Empire ottoman. David Ghorgonian, qui bénéficie du soutien du régent David de Géorgie, n’hésite pas, avec l’appui de certains religieux arméniens et de Mohammed Khan d’Erevan, à capturer le nouveau Catholicos et à l’emprisonner à Etchmiadzin. Il se fait ensuite reconnaître par le synode d’Etchmiadzin comme  Catholicos sous le nom de « David V  ». 
Le nouvel archevêque des Arméniens de Russie, Ephraïm de Dzoraguègh, gagne à la cause de Daniel Ier les Arméniens de l’Empire russe et ceux de Constantinople, et il  demande à l’empereur Alexandre Ier de Russie d’intervenir en sa faveur. Daniel Ier est libéré et sacré le 29 septembre 1804.
Fort de ses appuis iraniens, David V est rétabli en 1805 ; il fait raser la barbe de son compétiteur, le fait promener sur un âne et enfermer dans la forteresse d’Erevan d'où il n'est libéré qu'en 1807.
Ces rivalités personnelles et religieuses dans lesquelles sont impliqués l’Empire ottoman, l’Iran, la Géorgie et l’Empire russe sont l'une des causes de la guerre russo-persane de 1804-1813 et le prétexte invoqué par le général Paul Tsitsianov pour attaquer Erevan en 1804.
David Ghorganian est finalement définitivement déposé sur intervention de l'Empire russe. Il meurt repentant le 31 octobre 1817 dans une cellule d'un couvent d'Etchmiadzin.

## Source
- (en) Georges A. Bournoutian, Russia and the Armenians of Transcaucasia 1797-1889, Mazda Publishers, 1998  (ISBN 1568590687).
- Marie-Félicité Brosset, Histoire de la Géorgie, partie II : Histoire moderne, livraison II, Saint-Pétersbourg, 1857, p. 268-269 & notes.